# Ranunculus sartorianus
Ranunculus sartorianus — вид квіткових рослин з родини жовтецевих (Ranunculaceae).

## Поширення
Поширення: Албанія, Болгарія, Греція, Крим, Туреччина, Хорватія, Македонія, Сербія, Північний Кавказ, Грузія.

## Синоніми
- Ranunculus oreophilus subsp. sartorianus (Boiss. & Heldr.) Boiss.
- Ranunculus villarsii subsp. sartorianus (Boiss. & Heldr.) Nyman